# Paratrachelophorus nodicornoides
Paratrachelophorus nodicornoides es una especie de coleóptero de la familia Attelabidae.

## Distribución geográfica
Habita en Vietnam y China.